# William Gifford
William Gifford, född den 17 april 1756, död den 31 december 1826, var en engelsk skriftställare.
Gifford blev efter en barndom fylld av umbäranden och energiska självstudier 1779 student i Oxford, debuterade 1794 som författare med den litterära satiren The Baviad och utgav 1797-98 med understöd av Canning den anti-revolutionära tidskriften The anti-jacobin. 
På initiativ av Canning och dennes vänner bland tories uppsattes 1809 med Gifford som redaktör den ryktbara tidskriften Quarterly review, till vilken Gifford själv bidrog med häftiga kritiker mot alla författare av en nyare riktning (särskilt Keats). 
Gifford lämnade 1824 av hälsoskäl redaktörskapet. Han utgav 1802 en Juvenalisöversättning (ny upplaga 1817)
och ombesörjde även flera för sin tid goda upplagor av äldre dramatiker, såsom Ben Jonson, Ford och Massinger.